# Coeroeni
Der Coeroeni ist der rechte Quellfluss des Corantijn. Der ca. 257 km lange Fluss verläuft entlang der Grenze zwischen Guyana und Suriname.

## Flusslauf
Der Coeroeni entsteht am Zusammenfluss von Koetari (links) und Sipaliwini (rechts). Die Stelle befindet sich auf einer Höhe von etwa 210 m knapp 9 km westlich von Kwamalasamutu an der Staatsgrenze. Der Coeroeni fließt nordnordwestlicher Richtung, wobei er zahlreiche Flussschlingen bildet. Auf den unteren 30 Kilometern wendet sich der Coeroeni nach Westen. Schließlich trifft der New River von Süden kommend auf den Coeroeni. Unterhalb der Vereinigung der beiden Flüsse heißt der Fluss Corantijn (oder Courantyne). Auf seiner Fließstrecke weist der Coeroeni ein Gefälle von etwa 50 m auf.

## Einzugsgebiet
Der Coeroeni entwässert ein Areal von etwa 16.500 km². Dieses liegt im äußersten Südosten von Guyana sowie im äußersten Südwesten von Suriname. Im Süden und Südosten verläuft die brasilianische Staatsgrenze entlang der Wasserscheide zum Einzugsgebiet des Amazonas. Im äußersten Osten erhebt sich das bis zu 861 m hohe Käysergebirge. Das Einzugsgebiet des Coeroeni grenzt im Nordosten an das des Lucie, im Osten an das des Tapanahony sowie im Westen an das des New River.

## Politik
Das Areal, das zwischen den Flussläufen von New River im Westen und Coeroeni und dessen Quellfluss Koetari im Osten liegt, ist Gegenstand von Grenzstreitigkeiten zwischen Guyana und Suriname.